# Young, Fly and Flashy Vol.1
Albums de Jermaine Dupri
Instructions
(2001) Y'all Know What This Is... The Hits
(2007)
Singles
1. Gotta Getcha
Sortie : 2005
2. I Think They Like Me
Sortie : 2005
3. I'm Hot
Sortie : 2005

Young, Fly and Flashy Vol. 1 est une compilation de Jermaine Dupri, sortie le 19 juillet 2005.
Cet opus avait pour but de découvrir de faire découvrir des artistes de la scène sudiste comme Pastor Troy, Bun B, Dem Franchize Boyz ou encore T. Waters. 
L'album s'est classé 12e au Top R&B/Hip-Hop Albums et 43e au Billboard 200.

## Liste des titres
| No  | Titre | Contient un (des) sample(s) de | Durée |
| --- | --- | ------------------------------ | ----- |
| 1.  | I'm Hot (Interprété par Young Capone featuring Daz et T-Rock – Produit par Nitti et The Trailblazers)                                                    |                                | 3:54  |
| 2.  | Gotta Getcha (featuring Johntà Austin – Produit par Jermaine Dupri et L Roc)                                                                             |                                | 2:50  |
| 3.  | Kodak Moment (Remix) (Interprété par Kavious, Bun B et Pastor Troy – Produit par Joe the Ceo, Plutonium et Rob Z)                                        |                                | 4:19  |
| 4.  | I Think They Like Me (Remix) (Interprété par Dem Franchize Boyz featuring Bow Wow, Da Brat et Jermaine Dupri – Produit par Jamall « Pimpin » Willingham) |                                | 4:43  |
| 5.  | So What (Interprété par Cato – Produit par Free Agentz)                                                                                                  |                                | 3:53  |
| 6.  | Throw'd Off (Interprété par T. Waters – Produit par H)                                                                                                   | Lean Back de Terror Squad      | 3:49  |
| 7.  | Just to Fight (Interprété par Pastor Troy featuring DJ Squeaky – Produit par DJ Squeaky)                                                                 |                                | 3:41  |
| 8.  | Grown Man (Interprété par Miss B featuring Torica – Produit par Nitti)                                                                                   |                                | 3:47  |
| 9.  | 10 Toes (featuring Daz, J-Kwon, Kid Slim et Stat Quo – Produit par Nitti)                                                                                |                                | 3:38  |
| 10. | Put Cha Hands Up (Interprété par KP & Envyi – Produit par Don Vito et Cheese)                                                                            |                                | 3:06  |
| 11. | Young, Fly & Flashy (Interprété par Young Capone featuring C-Dirt, Champagne Shawty et Midnight – Produit par Nitti et Young Capone)                     |                                | 4:26  |